# Ben Woollaston
Ben Woollaston (Leicester, 14 maggio 1987) è un giocatore di snooker inglese.

## Carriera
Professionista ininterrottamente dal 2009, Ben Woollaston ha conquistato le semifinali alla Championship League 2015 e perso la finale del Welsh Open 2015. Inoltre è arrivato per due volte ai quarti del Players Tour Championship Grand Final e al China Open 2019.
Si classifica secondo nel gruppo finale della Championship League 2020.

## Vita privata
Ben Woollaston è sposato con la bielorussa Tatiana Torchilo, anch'ella parte del mondo dello snooker come arbitro dove viene chiamata Tatiana Woollaston. La coppia ha due figli: Edward (8 novembre 2012) e Henry (21 ottobre 2017).

## Ranking[9]
| Stagione  | Ranking iniziale | Ranking finale |
| --------- | ---------------- | -------------- |
| 2004-2005 | Non classificato | 89             |
| 2006-2007 | Non classificato | 75             |
| 2007-2008 | 75               | 86             |
| 2009-2010 | Non classificato | 74             |
| 2010-2011 | 72               | 69             |
| 2011-2012 | 69               | 43             |
| 2012-2013 | 43               | 33             |
| 2013-2014 | 33               | 32             |
| 2014-2015 | 40               | 32             |
| 2015-2016 | 32               | 27             |
| 2016-2017 | 27               | 28             |
| 2017-2018 | 28               | 37             |
| 2018-2019 | 37               | 39             |
| 2019-2020 | 39               | 42             |
| 2020-2021 | 42               |                |

### Break Massimi da 147: 1[10]
| N° | Anno | Competizione | Avversario | Note   |
| -- | ---- | ------------ | ---------- | ------ |
| 1  | 2014 | Lisbon Open  | Joe Steele | [ 11 ] |

## Tornei vinti
- Players Tour Championship: 1 (Evento 3 2011)

## Finali perse

### Titoli Non-Ranking: 1
| Titoli Ranking | Titoli Ranking | Titoli Ranking | Titoli Ranking |
| -------------- | -------------- | -------------- | -------------- |
| Competizione   | Anno           | Avversario     | Note           |
| Welsh Open     | 2015           | John Higgins   | [ 3 ]          |

| Titoli Non-Ranking  | Titoli Non-Ranking | Titoli Non-Ranking | Titoli Non-Ranking |
| ------------------- | ------------------ | ------------------ | ------------------ |
| Competizione        | Anno               | Avversario         | Note               |
| Championship League | 2020               | Luca Brecel        | [ 7 ]              |